# 国鉄シム1000形貨車
国鉄シム1000形貨車（こくてつシム1000がたかしゃ）は、1962年（昭和37年）に日本車輌製造本店で1両（シム1000）が試作された、トヨタ自動車販売が所有する私有貨車である。車籍は日本国有鉄道（国鉄）に編入された。製造当初は大物車に類別されたが、1965年（昭和40年）12月の称号規程改正により車運車に類別変更され、クム1000形（クム1000）に改称された。

## 背景
それまで日本の鉄道では、自動車を輸送する際には通常の無蓋車を使用していた。枕木などを利用して自動車の転動を防止し、ワイヤーや針金などで車体に固定して無蓋車1両に1台から2台程度積載するもので、輸送効率が悪く手続きも煩雑であったことから、新車の輸送は自走やキャリアカー、船舶が中心で、鉄道輸送は例外的なものに留まっていた。
道路事情の悪化や輸送要員の不足などを受けて、自動車メーカーでは輸送効率を改善した専用の貨車を製造することで新車の輸送を鉄道に切り替える構想を打ち出した。こうした構想の影響で、日本で初めて新車を輸送する専用の貨車として試作されたのが本形式である。

## 設計
開発は愛知県の日本車輌製造本店が行い、これに所有者であるトヨタ自動車販売と輸送を担当する国鉄が協力した。トヨタ・パブリカを輸送対象としていた。
全長は9,500 mm、全幅は2,945 mm、全高は2,810 mmで、自重は7.5 t、荷重は15 tであった。なお荷重については、自動車輸送貨車はその実荷重に比べて輸送コストが大きい（軽量な割りに体積が大きい）ことから、本形式においては、実際の荷重がパレット込みで6 tあまりであるのに対し、貨物運賃計算上の値として15 tと定められたものである。
1966年（昭和41年）に運賃計算方法の改定が行われ、本形式については12 tで計算されることになったが、この標記荷重は実荷重と運賃計算荷重のどちらにも対応しないものとなった。これはクム2000形、クム3000形でも同様であった。
ワム60000形有蓋車で基本が確立された、当時標準的な台枠や2段リンク式走り装置などを採用した二軸車であった。特異な点として自動車の積載方式がある。下段は横向き（枕木方向）に4台、上段は1台並べたものを縦向き（線路方向）に前後2列、合計6台のパブリカを1両の二軸車に搭載する方式であった。このために専用のパレットが用意されており、このパレットに地上で自動車を固定した上で、クレーンで貨車上のやぐらのような構造物にセットするという荷役方式であった。

## 運用
落成時は名古屋鉄道三河線土橋駅が常備駅とされていたが、使用開始時には東海道本線刈谷駅に変更されている。しかし実際の輸送は土橋駅から行われ、東京の芝浦駅まで運ばれていた。1963年（昭和38年）1月から輸送が開始された。

## 運用終了
荷役にクレーンを要するという手間や、私鉄線内を発地とする効率上の問題から、量産化は行われず、1968年（昭和43年）11月に廃車された。